# Naoki Tsukahara
Naoki Tsukahara (塚原 直貴?, Tsukahara Naoki; Okaya, 10 maggio 1985) è un velocista giapponese.

## Biografia
Il suo primato sui 100 m piani è di 10"23 (19 maggio 2007). Ha vinto i campionati nazionali 2007.
Nel 2006, ha corso i 200 m in 20"35.

## Palmarès
| Anno | Manifestazione      | Sede      | Evento      | Risultato        | Prestazione | Note                                     |
| ---- | ------------------- | --------- | ----------- | ---------------- | ----------- | ---------------------------------------- |
| 2004 | Mondiali juniores   | Grosseto  | 100 m piani | Semifinale       | 10"55       |                                          |
| 2004 | Mondiali juniores   | Grosseto  | 4×100 m     | Bronzo           | 39"43       |                                          |
| 2006 | Giochi asiatici     | Doha      | 100 m piani | Argento          | 10"34       |                                          |
| 2006 | Giochi asiatici     | Doha      | 4×100 m     | Argento          | 39"21       |                                          |
| 2007 | Mondiali            | Osaka     | 100 m piani | Quarti di finale | 10"31       |                                          |
| 2007 | Mondiali            | Osaka     | 4×100 m     | 5º               | 38"03       | Record asiatico                          |
| 2008 | Giochi olimpici     | Pechino   | 100 m piani | Semifinale       | 10"16       | Miglior prestazione personale stagionale |
| 2008 | Giochi olimpici     | Pechino   | 4x100 m     | Argento          | 38"15       | Miglior prestazione personale stagionale |
| 2009 | Mondiali            | Berlino   | 100 m piani | Semifinale       | 10"25       |                                          |
| 2009 | Mondiali            | Berlino   | 4×100 m     | 4º               | 38"30       |                                          |
| 2009 | Campionati asiatici | Guangzhou | 100 m piani | Argento          | 10"32       |                                          |
| 2009 | Campionati asiatici | Guangzhou | 4×100 m     | Oro              | 39"01       |                                          |
| 2013 | Campionati asiatici | Pune      | 100 m piani | 7º               | 10"54       |                                          |